# Cratere Spa
Spa è un cratere sulla superficie dell'asteroide Gaspra.